# Blakeanthus
Blakeanthus är ett släkte av korgblommiga växter. Blakeanthus ingår i familjen korgblommiga växter.
Kladogram enligt Catalogue of Life:
| Blakeanthus | \| \| Blakeanthus cordata \| \| \| \| \| \| Blakeanthus cordatus \| \| \| \| |
|             | \| \| Blakeanthus cordata \| \| \| \| \| \| Blakeanthus cordatus \| \| \| \| |
|             | Blakeanthus cordata                                                          |
|             |                                                                              |
|             | Blakeanthus cordatus                                                         |
|             |                                                                              |